# Apatolestes villosulus
Apatolestes villosulus är en tvåvingeart som först beskrevs av Jacques-Marie-Frangile Bigot 1892.  Apatolestes villosulus ingår i släktet Apatolestes och familjen bromsar. Inga underarter finns listade i Catalogue of Life.